# VFA-213
213ème Escadron de chasseurs d'attaque
Le Strike Fighter Squadron TWO ONE THREE (STRKFITRON 213 ou VFA-213), est un escadron de chasseurs d'attaque de l'US Navy stationné à la Naval Air Station Oceana, en Virginie, aux États-Unis. L'escadron a été créé en 1955 et est surnommé « Black Lions » . 
Le VFA-213 est équipé du F/A-18E/F Super Hornet ; leur indicatif radio est Lion et leur code de queue est AJ. Il est actuellement affecté au Carrier Air Wing Eight sur l'USS Gerald R. Ford (CVN-78) sous le commandement du Strike Fighter Wing Atlantic (Naval Air Force Atlantic).

## Historique

### Années 1950

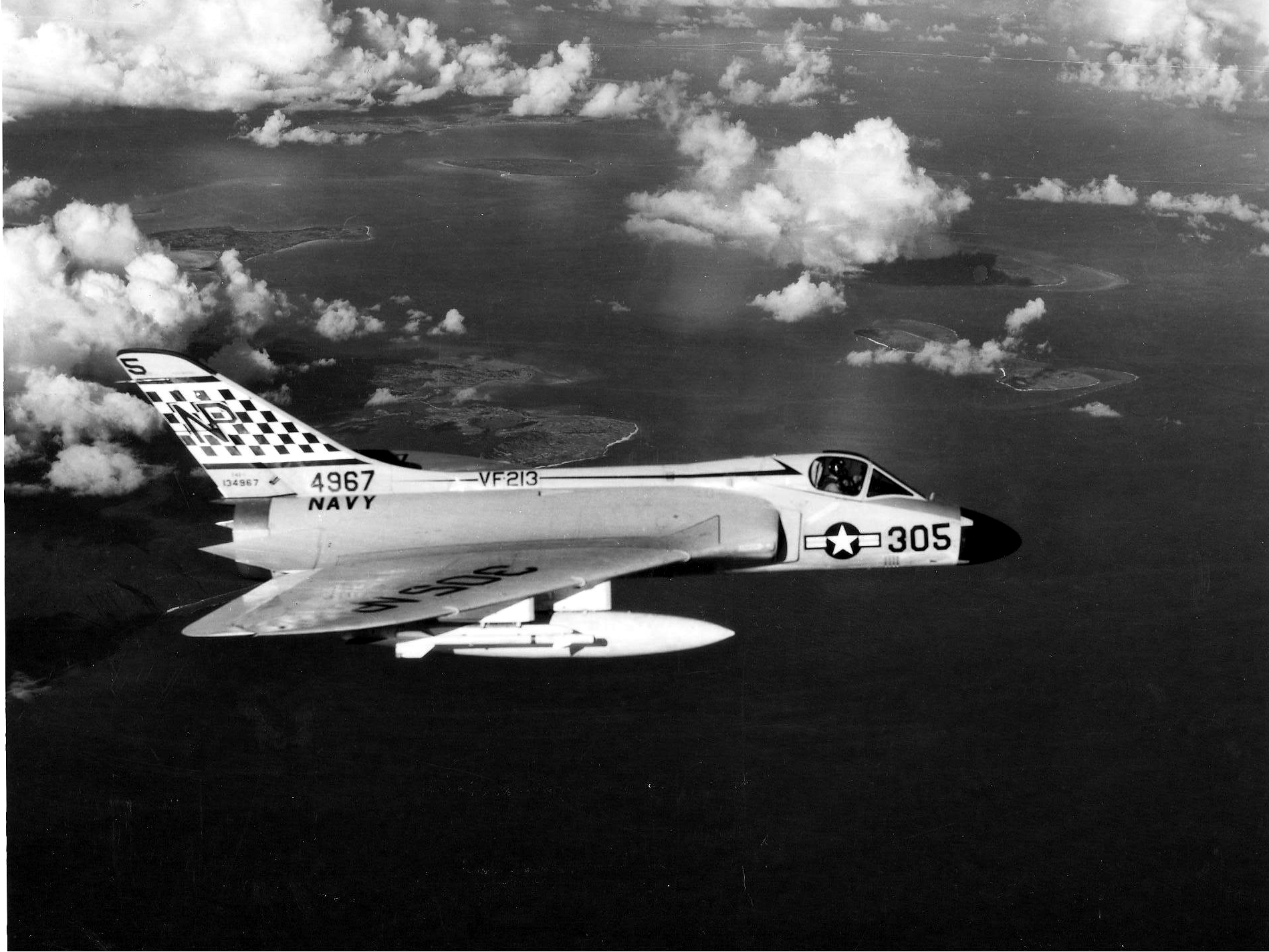
F4D-1 Skyray du VF-213 en vol au large de Taiwan 1958

Le Fighter Squadron Two One Three (VF-213) a été créé le 22 juin 1955 au NAS Moffett Field, en Californie. D'août 1956 à février 1957, il effectue son premier déploiement à bord de l'USS Bon Homme Richard (CV-31) au sein du Carrier Air Wing Twenty One (CVW-21) aux commandes du F2H Banshee. À leur retour, l'escadron passe au F4D Skyray pour un premier déploiement du CVW-21 sur l'USS Lexington (CV-16) en 1958.
De retour, l'escadron passe au F3H Demon, qui a donné à l'escadron la capacité de tirer le missile air-air AIM-7 Sparrow nouvellement déployé. Le VF-213 s'est ensuite déployé pour deux autres déploiements à bord de l'USS Lexington (1959 et 1960).

### Années 1960 et 1970

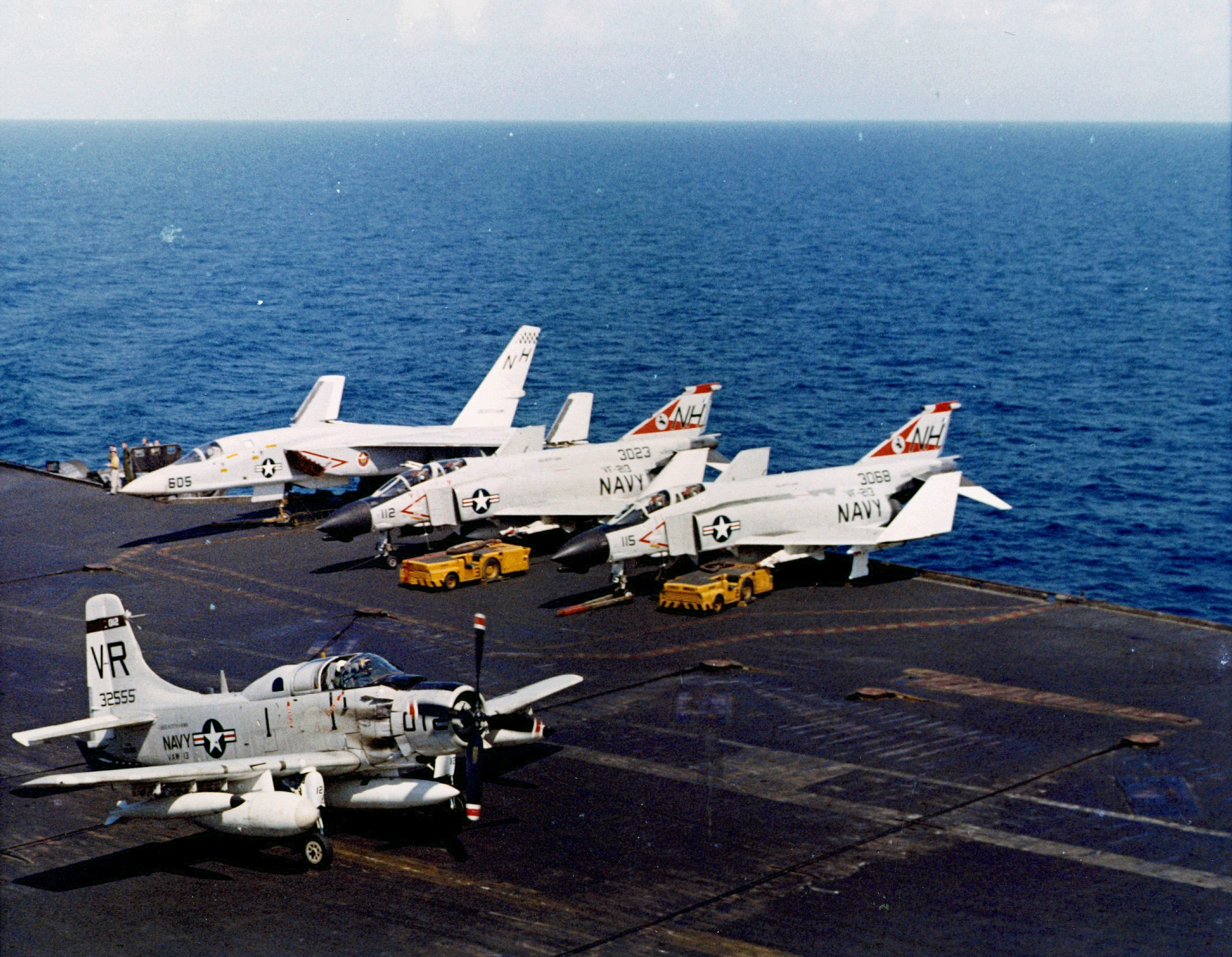
Phantom II du VF-213 sur l'USS Kitty Hawk en 1968

En juin 1961, le VF-213 a déménagé au NAS Miramar, qui est devenu leur domicile pendant les 36 années suivantes. En 1964, le VF-213 s'équipe du F-4B Phantom II.
La guerre du Vietnam va mobiliser le VF-213 de 1962 à 1976.
Il fait d'abord deux déploiements au sein du CVW-21 à bord de l'USS Hancock (CV-19) de 1962 à 1963.
En novembre 1965, le VFA-213 a rejoint l'Attack Carrier Air Wing 11 (CVW-11) et  effectue 9 déploiements au Vietnam et dans le Pacifique occidental à bord de l'USS Kitty Hawk (CV-63).
En septembre 1976, le VF-213 a commencé la transition vers le F-14A Tomcat. En 1977, il fait son dernier déploiement avec l'USS Kitty Hawk. Après cela, le CVW-11 est transféré à l'USS America (CV-66) et a participé à deux croisières en mer Méditerranée en 1979 et 1981.

### Années 1980

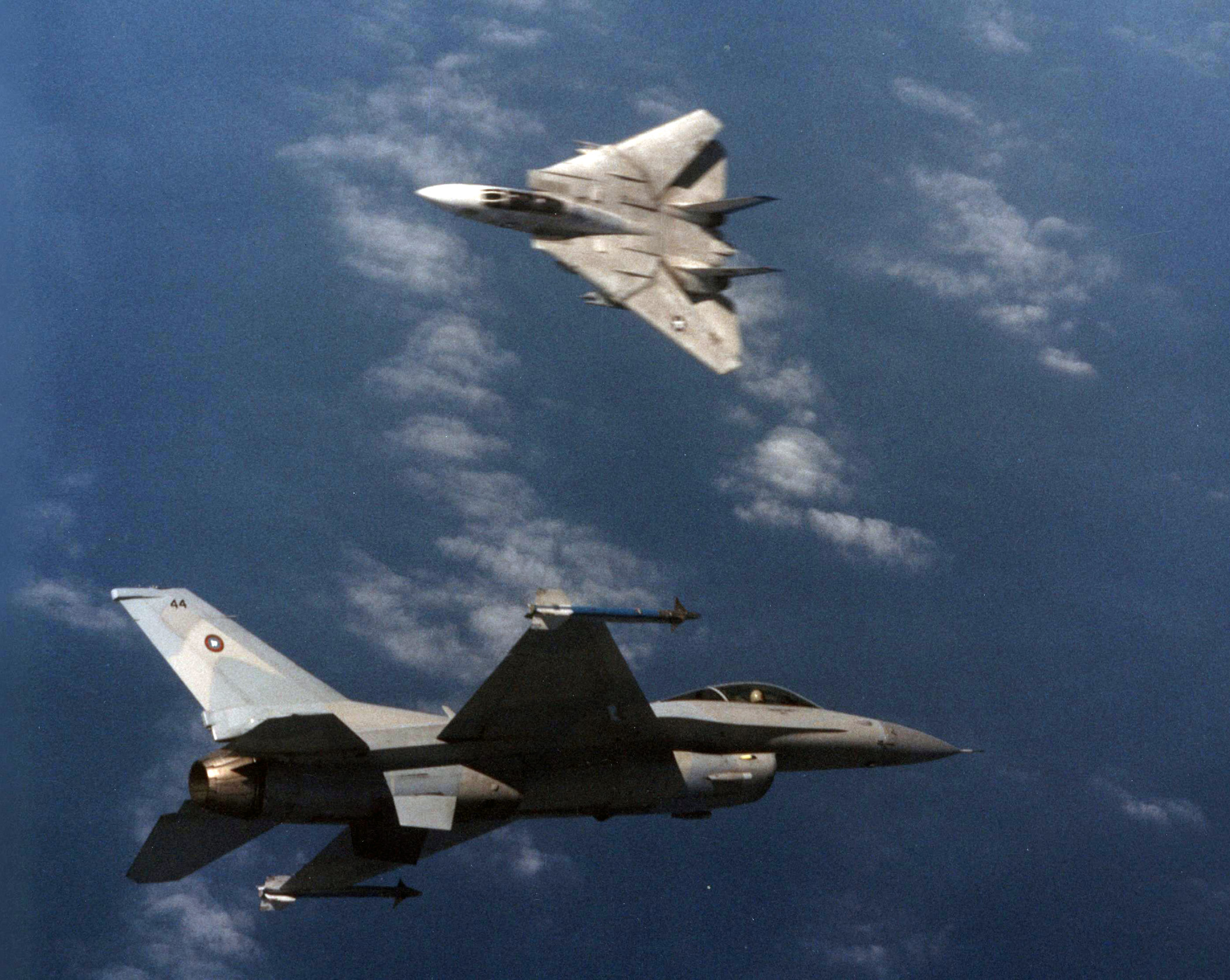
F-14A du VF-213 en 1989

En 1981, le VF-213 s'est entraîné avec le système de pod de reconnaissance aérienne tactique (TARPS).
Lors de cette décennie, le VF213 s'est déployé cinq fois au sein du CVW-11 à bord de l'USS Enterprise (CVN-65). En 1982, il a effectué le plus long vol sur Tomcat depuis un porte-avions lors d'une mission TARPS de 1 775 milles (2 857 km).
En 1986, les tensions entre les États-Unis et la Libye s'étant intensifiées, l'USS Enterprise s'est dérouté pour rejoindre la mer Méditerranée par le canal de Suez. Du golfe de Syrte, des avions du CVW-11 ont effectué des patrouilles pendant deux mois, bien que les rencontres avec des avions libyens aient été rares. Le navire a transité par le détroit de Gibraltar et autour du cap de Bonne-Espérance rejoignant l'Australie et à travers le Pacifique jusqu'à leur port d'attache.
En 1988, le VF-213 a participé à l'Opération Praying Mantis, depuis le golfe Persique. À la fin de 1989, VF-213 et CVW-11 ont fait le tour du monde sur l'USS Enterprise pour un déploiement WESTPAC se terminant à la Base navale de Norfolk pour rénovation.

### Années 1990
Le VF-213 et le reste de l'escadre aérienne ont changé de porte-avions pour l'USS Abraham Lincoln (CVN-72), avec lequel il effectue quatre déploiements de 1990 à 1996, essentiellement en océan Pacifique, océan Indien et golfe Persique. Le premier déploiement n'était qu'un transit de le base navale de Norfolk au NAS Alameda, via le Cap Horn.
En 1991, le second déploiement consiste aux sanctions contre l'Irak, sous mandat de l'ONU. Le VF-213 effectue des patrouilles aériennes de combat et des missions TARPS, enregistrant la dévastation des champs pétrolifères du Koweït. En 1993, le VF-213 est devenu le seul escadron de F-14 . Il participe à l'appui de l'Opération Restore Hope en Somalie et de l'Opération Southern Watch au-dessus de l'Irak.
Kara Hultgreen, la première femme pilote de F-14 qualifiée dans l'US Navy, a été affectée au VF-213, et le 25 octobre 1994, son F-14 s'est écrasé alors qu'il s'approchait de l'USS Abraham Lincoln. Elle et son copilote se sont éjectés, mais seul le copilote a survécu.
En 1995, il est encore intervenu au sud de l'Irak. En 1996 le VF-213, lors du dernier déploiement avec l'USS Kitty Hawk, a tiré vingt-six missiles AIM-54 Phoenix et six missiles AIM-9 Sidewinder provenant d'un stock retiré du service. Après cela, le VF-213 a élu domicile au NAS Oceana et est passé au F-14D Super Tomcat.

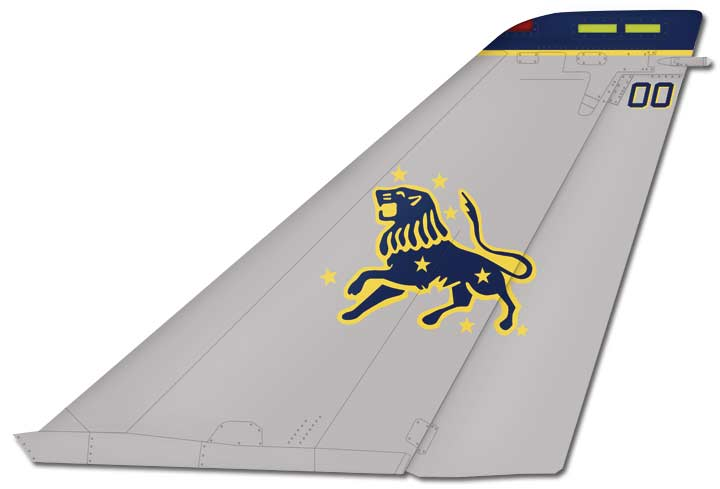
Marque d'empennage d'un F-14 du VF-213

En 1998, le CVW-11 a embarqué sur l'USS Carl Vinson (CVN-70). Lors du déploiement de 1998-1999, le VF-213 a été le premier escadron à tirer un nouveau missile AIM-54C Phoenix avec des jumelles de vision nocturne. Puis il a participé à l' Opération Desert Fox, qui était la plus grande évolution de combat de la marine depuis la guerre du Golfe en rejoignant d'autres moyens aériens américains dans les frappes finales de cette opération. Le VF-213/CVW-11 est rentré à sa base au printemps 1999.

### Années 2000

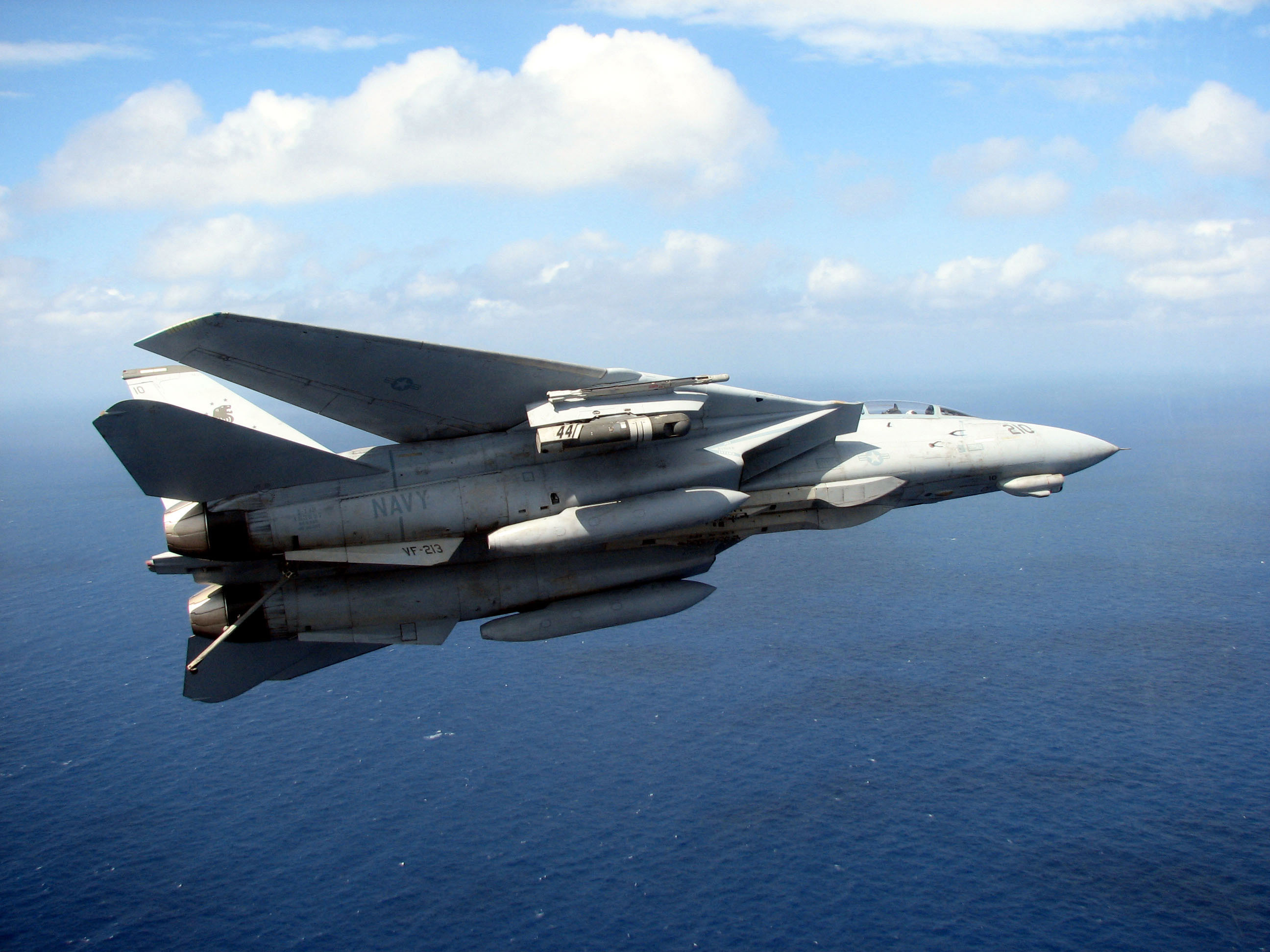
F-14D Tomcat du VF-213 emportant une nacelle LANTIRN, en 2005

Après les attentats du 11 septembre 2001, le VF-213 sur l'USS Carl Vinson  avec CVW-11 était le deuxième groupement tactique de porte-avions après l'USS Enterprise en station dans le nord de la mer d'Oman, se préparant aux attaques contre l'Afghanistan. Le 7 octobre 2001, le VF-213 a largué les premières bombes de l'Opération Enduring Freedom sur un site de missile sol-air SA-3 Goa près de l'Aéroport international de Kaboul. Il a également effectué des reconnaissances, en utilisant leurs pods TARPS, et a également fourni un guidage d'arme laser pour les F/A-18 Hornet et des coordonnées GPS d'armes pour les Hornets et les avions d'attaque de l'USAF. Le VF-213 a également été la première unité F-14 à utiliser son canon M61 Vulcan pendant la bataille de Mazar-e-Charif.
Après son dernier déploiement avec le CVW-11, le VF-213 a rejoint le Carrier Air Wing Eight (CVW-8) et s'est déployé à bord de l'USS Theodore Roosevelt (CVN-71) en mer Méditerranée à l'appui de l'Opération Iraqi Freedom (OIF) . Le VF-213 a été jumelé au VF-31 pour un dernier déploiement de F-14 à bord de l'USS Theodore Roosevelt, entre 2005-06. Au cours de la croisière, VF-213 et VF-31 ont reçu des mises à niveau ROVER (en) sur leurs avions, leur permettant de transmettre des images en temps réel de leur capteur LANTIRN aux opérateurs au sol. Les VF-31 et 213 ont effectué collectivement 1 163 sorties de combat et largué 9 500 livres de munitions lors de missions de reconnaissance, de surveillance et d'appui aérien rapproché à l'appui de l'OIF.

#### VFA-213
Le VF-213 a commencé sa transition vers le F/A-18F Super Hornet équipé d'un AESA et d'un Viseur de casque en avril 2006 et a été renommé « Strike Fighter Squadron 213 (VFA-213) » le 2 avril 2006. 

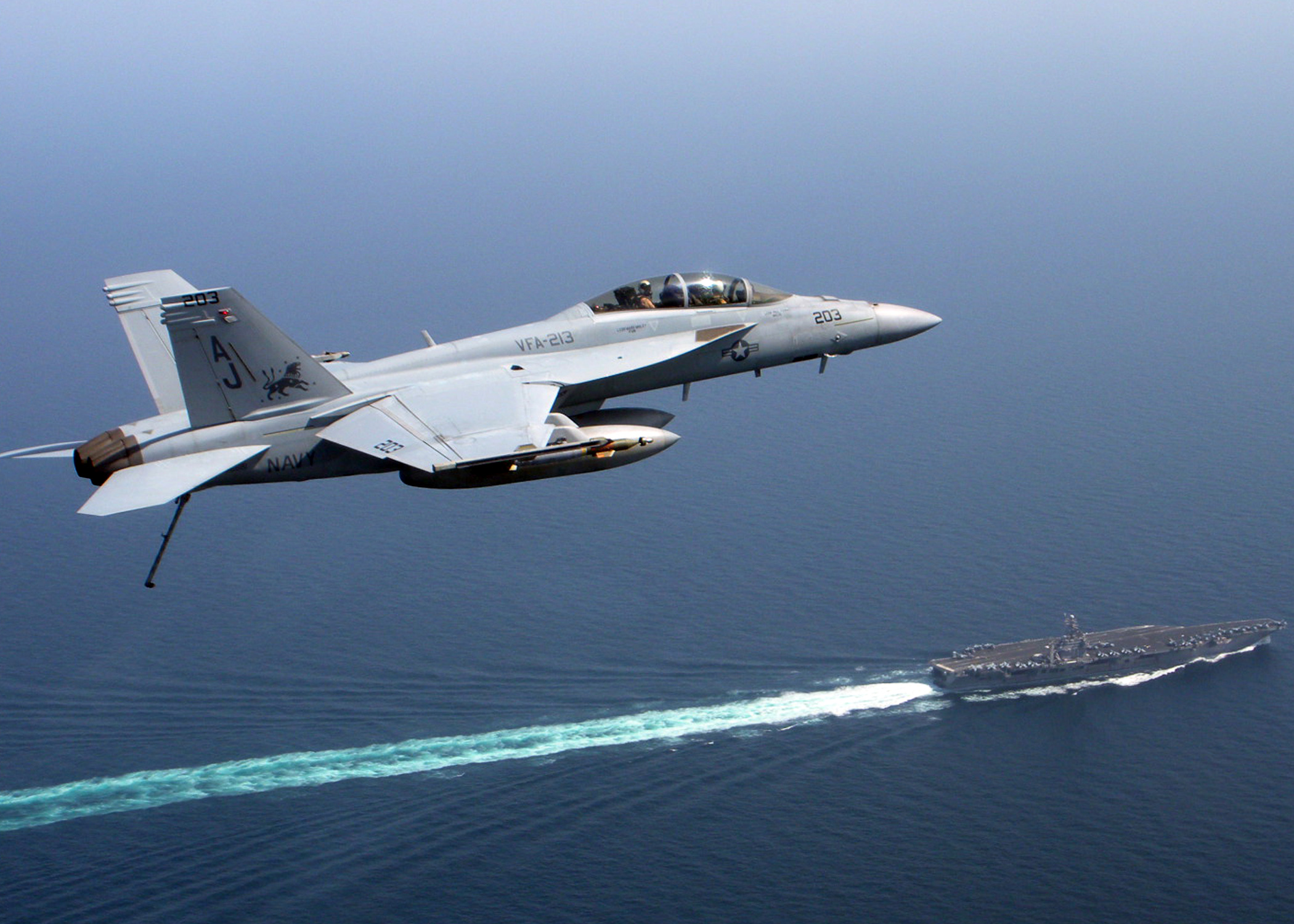
F/A-18F Super Hornet du VFA-213 sur l'USS Theodore Roosevelt en 2008

Le 13 mai 2008, un Super Hornet de l'escadron opérant à partir de l'USS Theodore Roosevelt a accidentellement largué une bombe à guidage laser de 500 livres à 4,8 km à l'extérieur du champ de tir de Pinecastle près de la forêt nationale d'Ocala déclenchant un incendie de forêt qui a brûlé 257 acres (1,04 km2) de végétation.
Le VFA-213, avec le CVW-8 et l'USS Theodore Roosevelt, a participé à l'exercice 08-4 de la Force opérationnelle interarmées Brimstone au large de la Caroline du Nord entre le 21 et le 31 juillet 2008. Le porte-avions britannique HMS Ark Royal (R07), le navire d'assaut amphibie USS Iwo Jima (LHD-7) avec des unités associées, la frégate de la marine brésilienne Greenhalgh et le sous-marin français Améthyste ont également participé à l'événement.
En 2008, le VFA-213 et le reste du CVW-8 se sont déployés à bord de l'USS Theodore Roosevelt lors d'un déploiement régulier. Le 4 octobre, le Roosevelt Carrier Group est arrivé au Cap, en Afrique du Sud, la première visite d'un porte-avions américain depuis 1967. Puis le CVW-8 et l'USS Theodore Roosevelt ont soutenu l'Opération Enduring Freedom et ont effectué plus de 3 100 sorties et largué plus de 59 500 livres de munitions tout en fournissant un appui aérien rapproché aux forces de la FIAS en Afghanistan.

### Années 2010 et 2020
En 2011, les escadrilles du CVW-8 embarquent sur l'USS George H. W. Bush (CVN-77) pour son premier déploiement, prévu pour mener des opérations dans les zones d'opérations des 5ème flotte et 6ème flotte américaines.
En 2017, le VFA-213 est parti pour un déploiement de combat à l'appui de l'Opération Inherent Resolve (OIR), embarqué à bord de l'USS George H.W. Bush depuis la mer Méditerranée. Le VFA-213 a repris les opérations de combat de mars à mai 2017 depuis le golfe Persique.

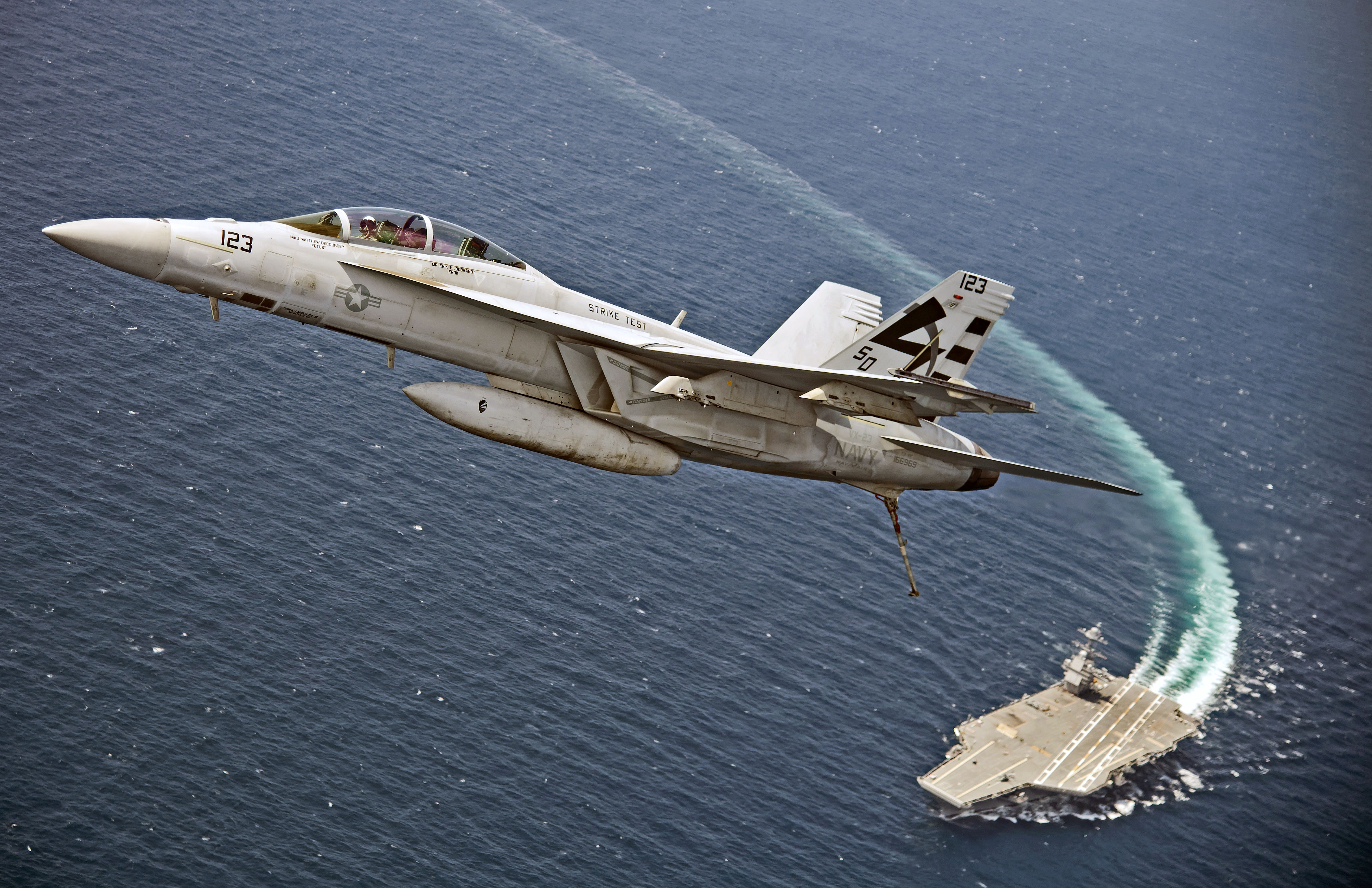
Super Hornet au-dessus de l'USS Gerald R. Ford

En janvier 2018, le VFA-213 a participé à la certification initiale du poste de pilotage du plus récent porte-avions de l'US Navy, l'USS Gerald R. Ford (CVN-78). En avril et mai 2018, les escadrons de CVW-8 ont mené des opérations conjointes avec les forces navales françaises à partir de NAS Oceana. À la suite de ces opérations, l'escadre aérienne et les avions français embarquèrent sur l'USS George H. W. Bush, menant des missions de frappe. 
Maintenant le VFA-213, toujours au sein du CVW-8 est détaché auprès de l'USS Gerald R. Ford (CVN-78).